# Birgaon
Birgaon é uma vila no distrito de Raipur, no estado indiano de Chhattisgarh.

## Demografia
Segundo o censo de 2001, Birgaon tinha uma população de 23 352 habitantes. Os indivíduos do sexo masculino constituem 54% da população e os do sexo feminino 46%. Birgaon tem uma taxa de literacia de 60%, superior à média nacional de 59,5%; a literacia no sexo masculino é de 70% e no sexo feminino é de 48%. 21% da população está abaixo dos 6 anos de idade.